# Большое депрессивное расстройство
Большо́е депресси́вное расстро́йство (англ. major depressive disorder, MDD/БДР), или клиническая депрессия (англ. clinical depression), — в отличие от обычной депрессии, под которой подразумевают практически любое плохое или подавленное, тоскливое настроение, большое депрессивное расстройство представляет собой целый комплекс симптомов и не лечится без психотерапии/медикаментов. Более того, большое депрессивное расстройство может вообще не сопровождаться плохим настроением, подавленностью или тоской — так называемая депрессия без депрессии, или маскированная депрессия, соматизированная депрессия (по DSM-5, если при большом депрессивном расстройстве отсутствует плохое настроение, то обязательно должны присутствовать потеря интереса и удовольствия от деятельности, иначе диагноз не ставится). Помимо сниженного настроения, при большом депрессивном расстройстве могут присутствовать бессонница, сонливость, слабость, чувство вины и самоуничижение, возбуждение или заторможенность, проблемы с весом и аппетитом.
Диагноз «большое депрессивное расстройство» отсутствует в Международной классификации болезней 10-пересмотра (МКБ-10) и используется только в американском Диагностическом и статистическом руководстве по психическим расстройствам, в том числе в последнем, пятом издании (DSM-5). В МКБ-10 диагноз значительная депрессия (англ. major depression) входит в рубрику F32.2 «депрессивный эпизод тяжёлой степени без психотических симптомов», и имеет отличия от американского термина.
Сходна с большим депрессивным расстройством смешанная депрессия — разновидность депрессии, для которой характерны полное соответствие критериям большого депрессивного расстройства плюс наличие как минимум трёх (гипо)маниакальных симптомов, таких как скачка идей, речевой напор или повышенная разговорчивость, эмоциональная лабильность, «всё или ничего». В отличие от большого депрессивного расстройства, при смешанной депрессии антидепрессанты не должны использоваться в качестве монотерапии, так как они могут в этом случае ухудшить состояние пациентов.

## Исторические сведения
Современное понятие депрессии схоже с более давним понятием меланхолия. Понятие меланхолии берёт начало от «чёрной жёлчи», одного из «четырёх темпераментов», описанных Гиппократом.
В Средние века, однако, многие научные наработки врачей античности были утеряны, и большое депрессивное расстройство длительно рассматривалось как «одержимость дьяволом». Лечение предлагалось соответствующее: обряды «изгнания дьявола», голодание или пост, молитвы. Больных с выраженным депрессивным возбуждением (ажитацией) предлагалось связывать, подвергать побоям. Во времена инквизиции благодатным материалом для инквизиторов были депрессивные больные с идеями самообвинения. Возрождение подхода к депрессии как к болезни, требующей медицинского вмешательства и лечения, а не обрядов «изгнания дьявола», началось только в позднем Средневековье, в эпоху начала Возрождения и роста интереса к античности и её достижениям. Первая классификация психозов была придумана Феликсом Шатером (1537—1614), где депрессия фигурирует под термином Melancholia в классе Mentis alienatio — группе психозов в прямом смысле слова.

## Диагностика БДР по DSM-5
Таблица диагностических кодов большого депрессивного расстройства в современном классификаторе DSM-5:
| Тяжесть БДР                 | Единичный эпизод | Рекуррентный эпизод |
| --------------------------- | ---------------- | ------------------- |
| Лёгкая                      | 296.21 (F32.0)   | 296.31 (F33.0)      |
| Средняя                     | 296.22 (F32.1)   | 296.32 (F33.1)      |
| Тяжёлая                     | 296.23 (F32.2)   | 296.33 (F33.2)      |
| С психотическими симптомами | 296.24 (F32.3)   | 296.34 (F33.3)      |
| В частичной ремиссии        | 296.25 (F32.4)   | 296.35 (F33.41)     |
| В полной ремиссии           | 296.26 (F32.5)   | 296.36 (F33.42)     |
| Неуточнённое                | 296.20 (F32.9)   | 296.30 (F33.9)      |

Для постановки диагноза большого депрессивного расстройства должно присутствовать как минимум 5 из перечисленных критериев:
1. Депрессивное настроение;
2. Бессонница или гиперсомния;
3. Значительная потеря веса при отсутствии диеты или прибавка в весе, либо снижение или увеличение аппетита;
4. Значительно сниженный интерес или потеря удовольствия ко всей или почти всей деятельности;
5. Уменьшенная способность концентрироваться, мыслить, либо нерешительность;
6. Психомоторная ажитация или замедленная двигательная и умственная деятельность;
7. Чувство никчёмности или чрезмерной вины;
8. Усталость или потеря энергии;
9. Периодические мысли о смерти, повторяющиеся суицидальные мысли без конкретного плана, либо попытки самоубийства или конкретный план совершения самоубийства.

Симптомы должны присутствовать бо́льшую часть дня, почти каждый день. Отмечать симптомы может как сам больной, так и другие люди (они могут замечать, например, плач больного или заторможенность речи и движений). Наибольшая выраженность симптомов может наблюдаться утром или вечером, в зависимости от течения заболевания. Как минимум один из симптомов должен относиться к сниженному настроению, либо к потере интереса или удовольствия. Для постановки диагноза симптомы должны вызывать клинически значимые нарушения в профессиональной, социальной или в других важных областях. Для диагностики большого депрессивного расстройства длительность расстройства должна быть как минимум 2 недели.
У 20-30 % больных в ремиссии наблюдается остаточная депрессивная симптоматика (в первую очередь астеническая и соматовегетативная), которая без адекватной поддерживающей терапии может долго сохраняться (месяцы и даже годы).

## Искажения восприятия и поведения
Депрессивные пациенты систематически искажают своё восприятие событий, находя в них подтверждение представлениям о своей никчёмности, негативным взглядам на окружающую действительность и своё будущее. Могут иметь место такие характерные искажения мышления, как случайность умозаключений, чрезмерная генерализация проблемы, избирательная абстракция и преувеличение, частичное или полное отсутствие толерантности к другому человеку, отсутствие эмпатии.
Для тяжёлой депрессии без психотических проявлений (F32.2) характерны либо доминирование тоски, либо апатия, психомоторная заторможенность, возможны суицидальные тенденции. Значительно нарушается социальное функционирование. Для тяжёлой депрессии с психотическими проявлениями (F32.3) характерны бредовые идеи вины, болезни, двигательная заторможенность (вплоть до ступора) или беспокойство (ажитация).

## Скрининг
Скрининговые тесты гораздо лучше выявляют пациентов с депрессией, чем специально обученный медицинский персонал. Исследования, проводившиеся в США, а также в странах с низким и средним уровнем дохода, показали, что волонтёры и вспомогательный медперсонал (медсестры, социальные работники) могут быть обучены проведению скрининга депрессии (а также других психических расстройств) с помощью небольших опросников. В частности, в США поднимается вопрос о введении скрининга на депрессию в стандарт медицинской помощи, однако при проведении такого скрининга встаёт сразу несколько вопросов — какими критериями следует пользоваться при скрининге депрессии, способ проведения скрининга, кому и когда следует проводить скрининг. Можно предложить ежегодный скрининг всем взрослым людям, приходящим к врачу — но количество пациентов тогда может значительно превысить возможности лечебного вмешательства. Альтернативный подход — проведение скрининга в группах высокого риска (мамы новорождённых детей, люди с расстройствами сна, хроническими заболеваниями, тяжёлыми факторами социального стресса или медицински необъяснимыми соматическими жалобами).
В различные годы были разработаны несколько инструментов скрининга депрессивного расстройства. К этим инструментам относятся такие тесты самооценки как Шкала Занга для самооценки депрессии, Шкала депрессии Бека, Опросник PHQ-9 и Опросник большой депрессии.

## Биомаркеры
В 2012 году в клетках крови были обнаружены транскриптомные биомаркеры, специфичные для подростков с большим депрессивным расстройством. Кроме того, был найден частично перекрывающийся набор биомаркеров, позволяющих отличить случаи, когда большое депрессивное расстройство сочетается с тревожным расстройством. В том случае, если эти результаты будут подтверждены в более широких исследованиях, помимо нового подхода к диагностике большого депрессивного расстройства это может привести к разработке индивидуализированных подходов к лечению.

## Резистентность
Разновидностью большого депрессивного расстройства является резистентная депрессия, при которой в течение двух последовательных курсов (по 3—4 недели) лечения антидепрессантами отмечается отсутствие или недостаточность клинического эффекта:11–12. Причины резистентной депрессии могут быть различны:13–15:
- Первичная, или истинная, резистентность (встречается очень редко, обусловлена биологическими и клиническими факторами);
- Вторичная, или относительная, резистентность (обусловлена феноменом адаптации к психофармакотерапии);
- Псевдорезистентность (обусловлена неправильной фармакотерапией, встречается очень часто);
- Интолерантность (непереносимость назначаемых препаратов).

## Терапия
- Антидепрессанты преимущественно стимулирующего действия (флуоксетин, венлафаксин, бупропион, милнаципран, кломипрамин, имипрамин) используются для лечения больных с депрессией, сопровождающейся заторможенностью, гиперсомнией, апатией и тоской.
- Антидепрессанты преимущественно седативного действия (пароксетин, миртазапин, амитриптилин, миансерин) показаны при тревожной депрессии, безотчётном беспокойстве, плохом сне, угрюмой раздражительности.

При неверном подборе антидепрессанта, без учёта преобладания в его действии стимулирующего или седативного компонента, приём препарата может привести к ухудшению состояния: при назначении стимулирующего антидепрессанта — к обострению тревоги, усилению суицидальных тенденций; при назначении седативного препарата — к развитию психомоторной заторможенности (вялости, сонливости) и снижению концентрации внимания.
В метаанализе 2009 года, сравнивавшем 12 антидепрессантов нового поколения, значительно превосходящими остальные при большой депрессии были признаны миртазапин, эсциталопрам, венлафаксин и сертралин.
При неэффективности применявшегося антидепрессанта следует в первую очередь попытаться выяснить возможные причины резистентности. К таким причинам могут относиться недостаточная доза или длительность приёма антидепрессантов; недооценка факторов, способствующих хронификации состояния (например, коморбидность с иными психическими расстройствами или с соматической либо неврологической патологией; неблагоприятные жизненные обстоятельства; нарушения метаболизма, влияющие на концентрацию в крови антидепрессанта; генетическая предрасположенность к той или иной реакции на антидепрессант и др.); недостаточность контроля за соблюдением режима терапии.
Почти в 50 % случаев резистентным депрессиям сопутствует скрытая соматическая патология, большую роль в их развитии играют психологические и личностные факторы. Поэтому одни лишь психофармакологические способы преодоления резистентности без комплексного воздействия на соматическую сферу, влияния на социально-психологическую ситуацию и интенсивной психотерапевтической коррекции вряд ли могут быть полностью эффективны и привести к устойчивой ремиссии:134.
Если указанные выше меры не привели к достаточной эффективности антидепрессанта, применяется смена препарата другим антидепрессантом (как правило, другой фармакологической группы). Третьим шагом при неэффективности второго может быть назначение комбинированной терапии антидепрессантами различных групп. В частности, возможен сочетанный приём бупропиона, миртазапина и одного из препаратов группы СИОЗС, таких как флуоксетин, эсциталопрам, пароксетин, сертралин; либо бупропиона, миртазапина и одного из антидепрессантов группы СИОЗСН, венлафаксина, милнаципрана или дулоксетина.
Существует одно небольшое исследование, показывающее, что комбинация двух антидепрессантов (например, миртазапина с флуоксетином, венлафаксином или бупропионом) позволяет увеличить число ремиссий приблизительно вдвое по сравнению с терапией одним препаратом.
Эффективной при резистентной депрессии может быть также стратегия потенцирования (то есть добавления другого вещества, которое само по себе не используется в качестве специфического препарата для лечения депрессии, но способно усилить ответ на принимаемый антидепрессант). Существует огромное множество препаратов, которые могут применяться для потенцирования, однако большинство из них не имеют должного уровня доказательности для их использования. Наибольшей степенью доказательности отличаются соли лития, ламотриджин, кветиапин, некоторые антиэпилептические препараты, трийодтиронин, мелатонин, тестостерон, клоназепам, скополамин и буспирон; они являются потенцирующими препаратами первой линии. Тем не менее препараты, имеющие низкий уровень доказательности, тоже могут найти применение при резистентной депрессии в случае неэффективности потенцирующих агентов первой линии.
При лечении терапевтически резистентных депрессий также может использоваться электросудорожная терапия. Сегодня интенсивно исследуются новые методы лечения этих состояний, такие как транскраниальная магнитная стимуляция. При лечении наиболее рефрактерных форм депрессии могут применяться инвазивные психохирургические техники, например электростимуляция блуждающего нерва, глубокая стимуляция мозга, цингулотомия, амигдалотомия, передняя капсулотомия.
В 2013 году в журнале The Lancet были опубликованы результаты исследования, показавшего, что у пациентов, которым не помогло лечение антидепрессантами, когнитивно-поведенческая терапия, используемая в дополнение к терапии данными препаратами, может уменьшить симптомы депрессии и способствовать улучшению качества жизни пациентов.

## Распространённость и причины
По данным социологических исследований, не менее 16 % населения испытывали состояния, подпадающие под диагностические критерии для большого депрессивного расстройства хотя бы один раз в жизни. Однако менее половины людей, испытывавших подобные состояния, обращались или обращаются за медицинской и (или) психологической помощью и получили официальный диагноз. Часто пациенты стараются умолчать о симптомах депрессии. Многие боятся назначения антидепрессантов и их побочных эффектов; некоторые полагают, что держать под контролем эмоции — их личное дело, а не забота врача; существуют также опасения, что упоминание о случае депрессии попадёт в медицинскую карту и как-либо станет известно работодателю; наконец, некоторые боятся быть направленными для лечения к психиатру. Это предполагает, что терапевты должны больше использовать инструменты скрининга, включая краткие опросники, в случаях, не исключающих депрессию.
Большое депрессивное расстройство — сегодня одна из основных причин временной нетрудоспособности в США и в других развитых странах.
Большое депрессивное расстройство также чаще встречается среди населения крупных городов и мегаполисов по сравнению с населением небольших городов, посёлков и деревень, чаще среди населения развитых стран, чем отсталых и развивающихся. Вероятно, это различие во многом обусловлено более совершенной диагностикой, более высоким уровнем медицины и здравоохранения и большей осведомлённостью населения развитых стран и особенно крупных городов о том, что такое депрессия, и, как следствие, более частыми обращениями к врачам. Но скученность и перенаселённость крупных городов, более быстрый темп жизни, более высокий уровень социальных требований и большее количество стрессов, по-видимому, тоже играют роль в большей распространённости большой депрессии в развитых странах и в крупных городах.
Большое депрессивное расстройство также с повышенной частотой встречается среди людей, часто подвергающихся стрессам — например, безработных, лиц с плохим социально-экономическим положением (низкооплачиваемых, не имеющих собственного жилья), лиц, работающих на тяжёлой, скучной, монотонной, нелюбимой или неинтересной работе, на работе, связанной с повышенным количеством стрессов и нервно-психических перегрузок (вроде топ-менеджеров). Часто большое депрессивное расстройство развивается после психической травмы — например, потери работы, банкротства, тяжёлой болезни или смерти близкого или любимого человека, развода, переезда на новое место с потерей всех прежних социальных связей и т. п. Но нередко оно развивается и само по себе, без всяких видимых причин, или от незначительного, на первый взгляд, стресса.
Повышенная частота развития клинической депрессии встречается у пациентов, страдавших или страдающих мигренью. Несколько научных исследований показали статистические корреляции между некоторыми пестицидами и сельскохозяйственной депрессией
. В 2018 году установлена связь между депрессией и расстройствами сна — были найдены молекулярно-генетические пути, которые задействованы в развитии как большого депрессивного расстройства, так и бессонницы. Ещё одним фактором риска развития большого депрессивного расстройства являются роды: установлено, что в послеродовом периоде риск развития большого депрессивного расстройства существенно повышен по сравнению с небеременными женщинами.
Большую роль в развитии большого депрессивного расстройства у подростков и взрослых людей играют условия, в которых рос и развивался этот человек в детстве. Показано, что у лиц, подвергавшихся жестокому обращению в детстве, подростковом или юношеском возрасте (физическому насилию: дёргание, шлепки, пощёчины, побои, сексуальное совращение, изнасилование — или (и) психологическому насилию: ругань, придирки со стороны родителя (родителей), явные или завуалированные вербальные или поведенческие провокации со стороны родителя (родителей) или другого взрослого (взрослых) по отношению к ребёнку или подростку с целью вызвать у него чувство вины, стыда, собственной неполноценности, никчёмности), во взрослом возрасте наблюдается запрограммированность на стрессовые и депрессивные реакции, постоянное ожидание чего-то плохого; повышен по сравнению с нормой «фоновый» уровень стрессового гормона кортизола и наблюдается более резкий подъём уровня кортизола при даже незначительном стрессе, чем в норме, и чем у людей, подвергавшихся стрессам и плохому обращению уже взрослыми и сформировавшимися. У этих людей частота возникновения «большой депрессии» более чем в 3 раза превышает среднюю частоту в популяции в целом. И наоборот — среди больных с большим депрессивным расстройством повышена доля лиц, подвергавшихся той или иной форме насилия, унижения или плохого обращения в детстве, подростковом или юношеском возрасте.
Также с повышенной частотой «большая депрессия» развивается у лиц, у которых родственники (особенно ближайшие) страдали или страдают такими аффективными расстройствами, как биполярное аффективное расстройство, шизоаффективное расстройство и некоторыми другими психическими заболеваниями. Это указывает на важную роль наследственной, генетической предрасположенности в развитии большой депрессии и на возможное наличие общих механизмов развития целого ряда психических расстройств, имеющих в своём составе аффективный компонент.
Рядом приверженцев так называемой психоаналитической теории в своё время полностью отрицалось значение наследственной предрасположенности, генетических и биохимических факторов в развитии большого депрессивного расстройства. Сторонники психоаналитической теории происхождения депрессий придавали основное значение детским и подростковым психотравмам, импринтингу, запрограммированности на стресс. В то же время рядом так называемых биологических психиатров полностью отрицалось значение детских психотравм для возникновения и развития «большой депрессии» у взрослого индивида. Основное значение в биологической теории депрессий придавалось генетическим нарушениям и биохимическим дефектам, а также текущему или недавно воздействовавшему стрессу как провоцирующему фактору.
В настоящее время принято считать, что истина лежит посередине: в развитии любых депрессий в разной пропорции участвуют и наследственно-генетические факторы, создающие предрасположенность к депрессиям, пониженную устойчивость к стрессам, и импринтинг в детстве (также создающий предрасположенность, запрограммированность на стрессовые и депрессивные реакции), и текущий хронический или недавно воздействовавший острый стресс как провокатор депрессии. Неправильно отрицать или недооценивать значение любого из этих факторов и сводить сложный, многофакторный патогенетический механизм, приводящий к развитию депрессий, к воздействию лишь одного из факторов.

### В энциклопедическом словаре Брокгауза-Ефрона
- Меланхолия // Энциклопедический словарь Брокгауза и Ефрона : в 86 т. (82 т. и 4 доп.). — СПб., 1890—1907.
- Taedium vitae // Энциклопедический словарь Брокгауза и Ефрона : в 86 т. (82 т. и 4 доп.). — СПб., 1890—1907.